# Jernur Fidachmietow
Jernur Fidachmietow (ros. Ернур Фидахметов; ur. 3 maja 1997) – kazachski zapaśnik w stylu klasycznym. Brązowy medalista mistrzostw Azji w 2022; piąty w 2020. Mistrz świata kadetów w 2014 roku.